# Formicarius (geslacht)
Formicarius is een geslacht van vogels uit de familie Formicariidae (mierlijsters). Dit geslacht telt zes soorten.

## Soorten
- Formicarius analis (Orbigny & Lafresnaye, 1837) – Zwartkeelmierlijster
- Formicarius colma Boddaert, 1783 – Roodkapmierlijster
- Formicarius moniliger Sclater, 1857 – Mexicaanse mierlijster
- Formicarius nigricapillus Ridgway, 1893 – Zwartkopmierlijster
- Formicarius rufifrons Blake, 1957 – Roodvoorhoofdmierlijster
- Formicarius rufipectus Salvin, 1866 – Roodborstmierlijster